# Championnat de Slovénie de football 1997-1998
Navigation
Saison précédente Saison suivante
La saison 1997-1998 du Championnat de Slovénie de football était la 7e édition de la première division slovène à poule unique, la PrvaLiga. Les 10 meilleurs clubs slovènes jouent les uns contre les autres à quatre reprises durant la saison, deux fois à domicile et deux fois à l'extérieur. En fin de saison, les deux derniers du classement disputent un barrage face aux 3e et 4e pour tenter de conserver leur place parmi l'élite, afin de permettre le passage du championnat de 10 à 12 clubs.
C'est le Maribor Teatanic (anciennement Maribor Branik), champion de Slovénie en titre, qui termine à nouveau en tête du championnat et remporte son 2e titre de champion. Le Maribor devance de 9 points le NK Mura et de 11 points le HIT Gorica.

## Les 10 clubs participants
| - Olimpija Ljubljana - Maribor Teatanic - SET Vevče - Promu de D2 - HIT Gorica - NK Mura | - Publikum Celje - NK Rudar Velenje - Potrošnik Beltinci - NK Korotan Suvel Prevalje - NK Primorje |

## Compétition

### Classement
Le barème de points servant à établir le classement se décompose ainsi :
- Victoire : 3 points
- Match nul : 1 point
- Défaite : 0 point

| Rang | Équipe                    | Pts | J  | G  | N  | P  | Bp | Bc | Diff |
| ---- | ------------------------- | --- | -- | -- | -- | -- | -- | -- | ---- |
| 1    | Maribor Teatanic (T)      | 76  | 36 | 24 | 4  | 8  | 69 | 34 | +35  |
| 2    | NK Mura                   | 67  | 36 | 19 | 10 | 7  | 63 | 42 | +21  |
| 3    | HIT Gorica                | 65  | 36 | 20 | 5  | 11 | 64 | 36 | +28  |
| 4    | NK Primorje               | 57  | 36 | 17 | 6  | 13 | 63 | 49 | +14  |
| 5    | Olimpija Ljubljana        | 51  | 36 | 13 | 12 | 11 | 59 | 55 | +4   |
| 6    | Publikum Celje            | 49  | 36 | 14 | 7  | 15 | 57 | 57 | 0    |
| 7    | NK Rudar Velenje (C)      | 43  | 36 | 10 | 13 | 13 | 39 | 38 | +1   |
| 8    | NK Korotan Suvel Prevalje | 39  | 36 | 10 | 9  | 17 | 31 | 59 | -28  |
| 9    | Potrošnik Beltinci        | 34  | 36 | 9  | 7  | 20 | 44 | 73 | -29  |
| 10   | SET Vevče (P)             | 19  | 36 | 4  | 7  | 25 | 37 | 83 | -46  |

|  | Qualification pour la Ligue des champions 1998-1999                                           |
|  | Qualification pour la Coupe des Coupes 1998-1999                                              |
|  | Qualification pour la Coupe UEFA 1998-1999                                                    |
|  | Qualification pour la Coupe Intertoto 1998                                                    |
|  | Participation au barrage de promotion-relégation                                              |
|  | Relégation directe en deuxième division                                                       |
|  | (T) Tenant du titre (C) Vainqueur de la Coupe de Slovénie (P) Club promu de deuxième division |

#### Barrage de promotion-relégation
| Équipe 1                | Résultat | Équipe 2                | Aller | Retour |
| ----------------------- | -------- | ----------------------- | ----- | ------ |
| Potrošnik Beltinci (D1) | 5 - 1    | Zelzenicar Maribor (D2) | 1 - 0 | 4 - 1  |
| NK Domžale (D2)         | 4 - 1    | SET Vevče (D1)          | 1 - 1 | 3 - 1  |

## Bilan de la saison
| Championnat de Slovénie de football 1997-1998 |                                          |
| Champion                                      | Maribor Teatanic (2e titre)              |
| Coupes et trophées                            |                                          |
| Vainqueur de la Coupe de Slovénie 1997-1998   | NK Rudar Velenje                         |
| Qualifications continentales                  |                                          |
| Ligue des champions 1998-1999                 | Maribor Teatanic                         |
| Coupe des Coupes 1998-1999                    | NK Rudar Velenje                         |
| Coupe UEFA 1998-1999                          | NK Mura                                  |
| Coupe Intertoto 1998                          | Olimpija Ljubljana                       |
| Promotions et relégations                     |                                          |
| Promus en PrvaLiga                            | NK Domžale ND Živila Triglav NK FC Koper |
| Relégués en Division 2                        | SET Vevče                                |